# Transworld Snowboarding
Transworld Snowboarding es un videojuego de snowboarding desarrollado por Housemarque y distribuido por Infogrames en 2002 para Xbox. Es la secuela de Supreme Snowboarding.

## Jugabilidad
Transworld Snowboarding es un juego de carreras de snowboard. El juego dispone de diez tablistas profesionales, incluyendo a Todd Richards, Andrew Crawford, Tina Basich, Barrett Christy y Peter Line.

## Desarrollo
Transworld Snowboarding fue desarrollado por Housemarque. Originalmente, el juego estuvo en desarrollo para Dreamcast bajo el nombre de Supreme Snowboarding 2 antes de ser trasladado a Xbox con gráficos nuevos, luego de que Infogrames firmara un acuerdo de licencia con la revista Transworld Skateboarding. Fue anunciado por primera vez en la E3 de 2001, junto con Transworld Skateboarding y Transworld Surf.
El juego tuvo una fecha de lanzamiento planeada para el segundo cuatrimestre de 2002; Fue lanzado en Estados Unidos el 15 de octubre, y en Europa el 8 de noviembre de ese año.

## Recepción
En su lanzamiento, Transworld Snowboarding recibió reseñas «medias» de acuerdo con el sitio web agregador de reseñas Metacritic. Fue nominado al «mejor juego de deportes extremos» por IGN en «los mejores de E3 2002».